# Hoplitis parnesica
Hoplitis parnesica là một loài Hymenoptera trong họ Megachilidae. Loài này được Mavromoustakis mô tả khoa học năm 1958.